# Eunice megabranchia
Eunice megabranchia är en ringmaskart som beskrevs av Fauchald 1970. Eunice megabranchia ingår i släktet Eunice och familjen Eunicidae. Inga underarter finns listade i Catalogue of Life.